# Mille Miglia 1930

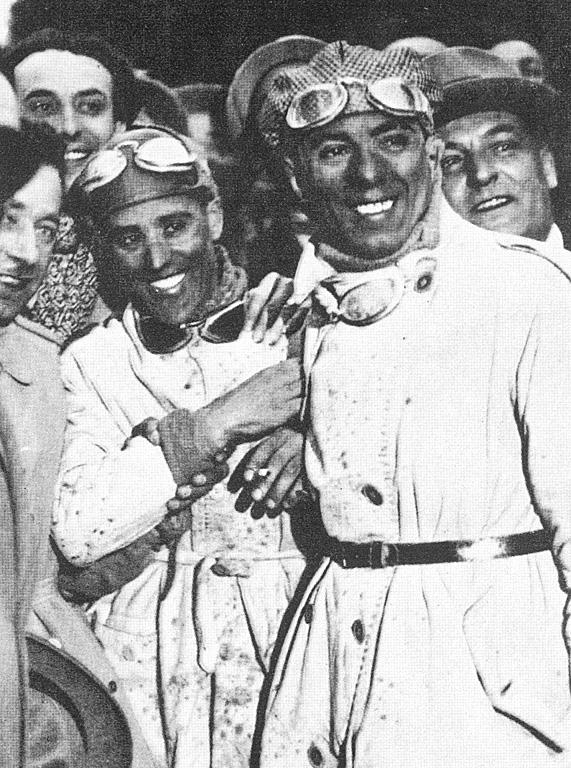
Die Rennsieger Tazio Nuvolari und Giovanni Battista Guidotti

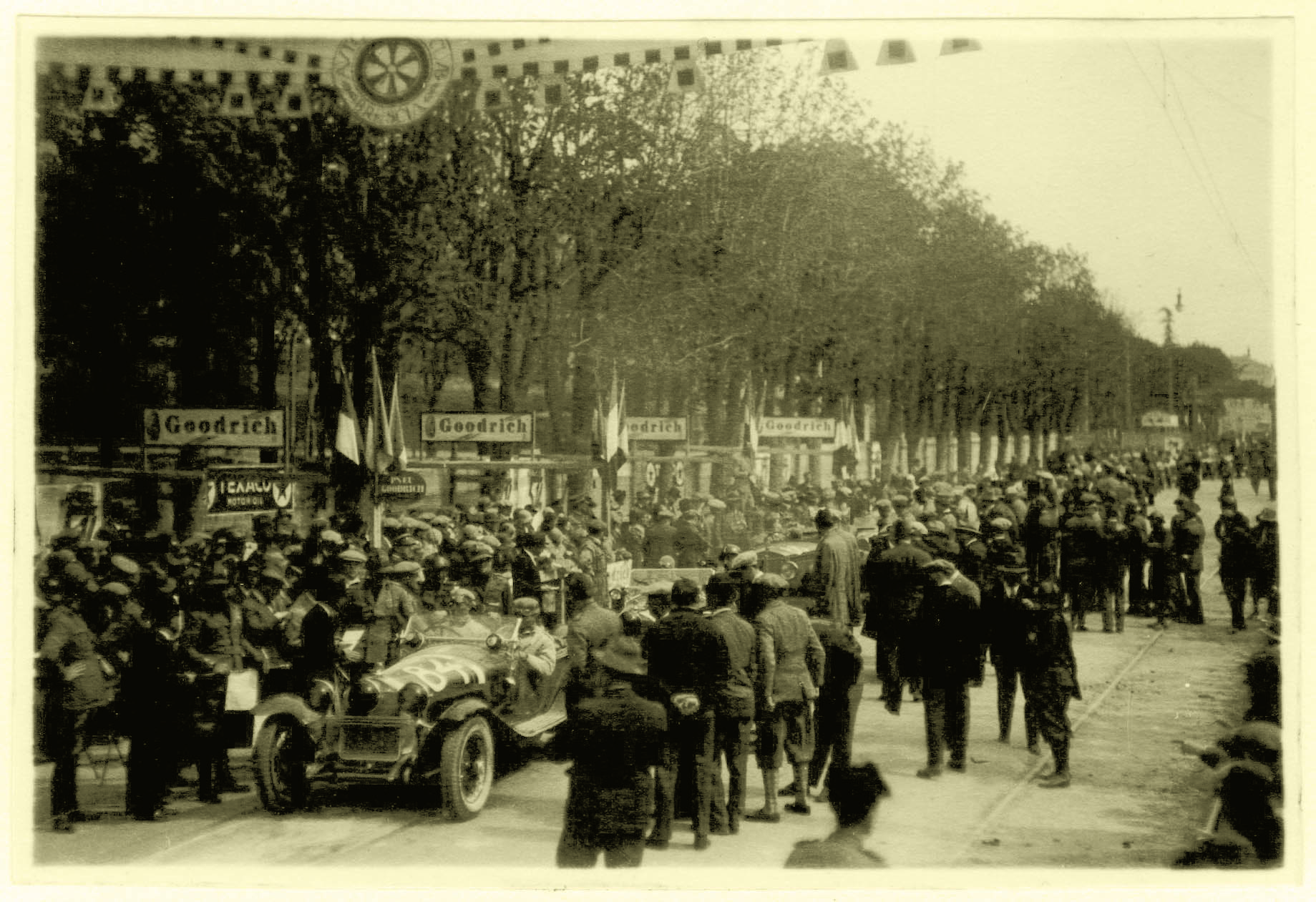
Die späteren Rennsieger beim Start in Brescia

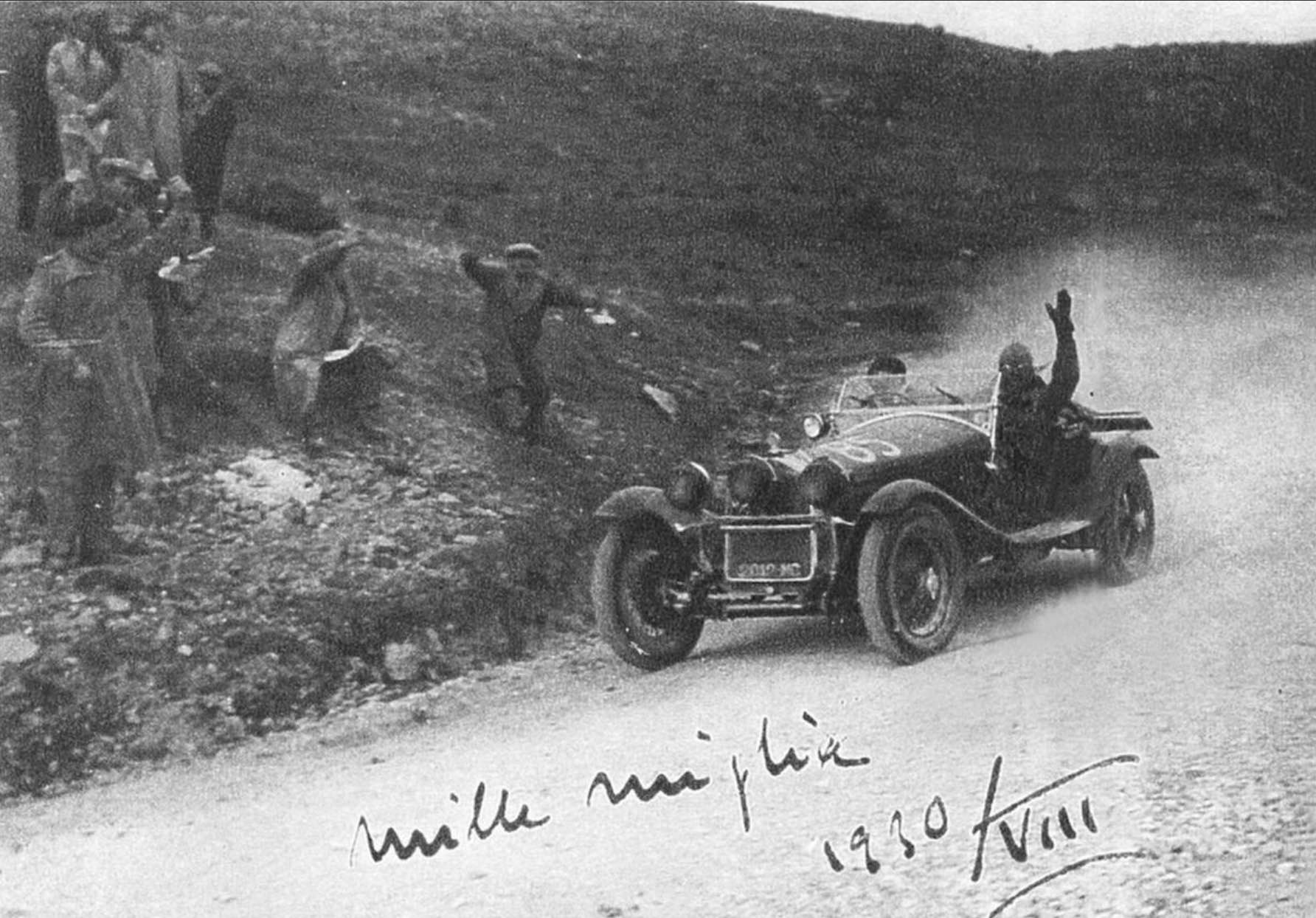
Luigi Scarfiotti und Guglielmo Carraroli im Alfa Romeo 6C 1750 GS Spider der Scuderia Ferrari

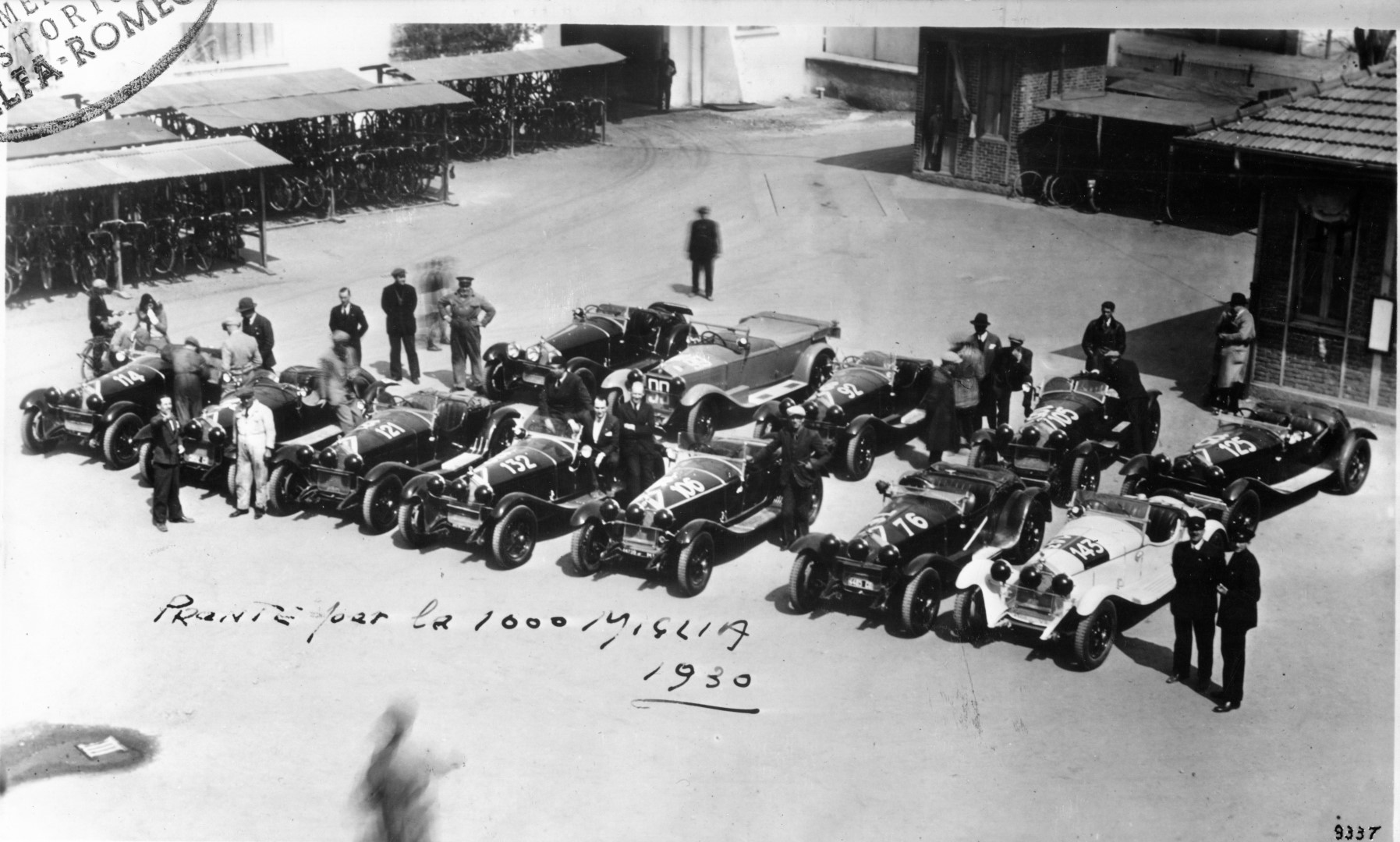
Die Werks- und ein großer Teil der privat eingesetzten Alfa Romeo 6C auf dem Werksgelände von Alfa Romeo in Mailand

Die vierte Mille Miglia fand am 13. – 14. April 1930 statt und führte über 1654 km von Brescia nach Rom und wieder zurück nach Brescia.

## Das Rennen

### Die Route
Brescia – Montichiari – Asola – Piadena – Casalmaggiore – Parma – Reggio nell’Emilia – Bologna – Raticosapass – Futapass – Florenz – Poggibonsi – Siena – Radicofani – Viterbo – Monterosi – Rom – Terni – Sommapass – Spoleto – Perugia – Gubbio – Castelraimondo – Tolentino – Macerata – Loreto – Ancona – Pesaro – Rimini – Forlì – Bologna – Ferrara – Rovigo – Padua – Noale – Treviso – Feltre – Venedig – Verona – Brescia

### Teams, Fahrzeuge und Fahrer
In ihrem vierten Jahr hatte sich die Mille Miglia endgültig als populärstes italienisches Straßenrennen etabliert. Um die Teilnahme für Amateurfahrer mit deren Straßenfahrzeugen zu reglementieren, wurden zwei Startbedingungen festgelegt: Ein Startgeld von 10.000 Lira und ein Fahrzeug mit einem Mindesthubraum von 1,1-Liter. Die Sechszylindermotoren der Alfa Romeo 6C 1750 leisteten inzwischen 100 PS. Dadurch wurde der 6C zum beliebten Modell von Profi-Rennfahrern, die Fahrzeuge privat meldeten. Unteren anderen fuhren der zweifache Mille-Miglia-Gesamtsieger Giuseppe Campari (Beifahrer Attilio Marinoni) und Pietro Ghersi (Beifahrer Franco Cortese) einen Alfa Romeo 6C 1750 GS Spider Zagato. Die drei Werkswagen erhielten einen neuen Kompressor, der die Motorleistung gegenüber den Privatwagen um 10 % steigerte. Gefahren wurden die Wagen von Tazio Nuvolari/Giovanni Battista Guidotti, Achille Varzi/Carlo Canavesi sowie Franco Mazzotti/Aymo Maggi. Im November 1929 hatte der ehemalige Rennfahrer Enzo Ferrari mit finanzieller Unterstützung zweier Unternehmer und des Fahrerkollegen Mario Tadini einen eigenen Rennstall gegründet. Die Scuderia Ferrari wurde bei der Mille Miglia als B-Werksteam von Alfa Romeo bezeichnet, da die Mannschaft aus Modena Fahrzeuge, Ersatzteile und Mechaniker vom Alfa-Romeo-Stammwerk in Mailand erhielt. Mario Tadini fuhr einen Zagato mit Eugenio Siena, Alfredo Caniato (einer den beiden Unternehmer, die mit Kapital die Scuderia-Gründung ermöglichten) einen zweiten Zagato mit Carlo Sozzi. Einen 6C GS Spider mit herkömmlicher Karosserie steuerten Luigi Scarfiotti und Guglielmo Carraroli.
Das sportliche Reglement schrieb bereits seit 1927 zwei Fahrer pro Fahrzeug vor, die auch beide während des Rennens fahren sollten. Bisher wurde der Vollzug weder kontrolliert noch sanktioniert. Daher hielt sich kaum jemand an diese Vorschrift. Vor dem Rennen erklärten die Veranstalter diesmal strenger kontrollieren und auch vor Disqualifikationen nicht zurückschrecken zu wollen. Die Lancia-Teamführung meldete daher nur einen Wagen, einen Lancia Lambda Spider für Ermenegildo Strazza und Testfahrer Luigi Gismondi. Nicht weniger als 30 Officine Meccaniche waren am Start, obwohl das Unternehmer aus Brescia in diesem Jahre auf einen Werkseinsatz verzichtet hatte. Zwei Werkswagen brachte Maserati zum Rennen. Während Luigi Arcangeli einen Maserati 26M Sport erhielt, fuhren Ernesto Tamburi und Guglielmo Sandri einen neuen 26C. Zum vierten Mal war Luigi Fagioli mit seinem Salmson 1100 am Start und Piero Taruffi gab sein Mille-Miglia-Debüt auf einem Bugatti T43.
Zum ersten Mal seit 1927 gab es, wenn auch spärliche, ausländische Konkurrenz für die italienischen Teams. Tim Birkin meldete einen Bentley 4 ½ Litre, allerdings gelang es ihm nicht das Fahrzeug fristgerecht rennfertig zu machen. So blieb es den beiden Deutschen Rudolf Caracciola und Christian Werne vorbehalten, die italienischen Fahrer herauszufordern. Daimler-Benz-Werksfahrer Carraciola steuerte einen werksunterstützten Mercedes-Benz SSK mit kurzem Fahrgestell und 7-Liter-Sechszylinder-Motor, der durch die Zuschaltung eines Roots-Gebläses die für die damalige Zeit enorme Leistung von 225 PS erreichte. Sein Beifahrer Christian Werner hatte Erfahrung mit anstrengenden Straßenrennen. 1924 hatte er als dritter Nichtitaliener die Targa Florio gewonnen.

### Der Rennverlauf
Vor dem Start wurde bei einer kleinen Zeremonie Gastone Brilli-Peri geehrt, der wenige Tage vor der Mille Miglia beim Training zum Gran Premio di Tripoli tödlich verunglückte. Auf dem Weg nach Bologna kristallisierten sich bereits die Protagonisten des Rennens heraus. Nuvolari und Varzi in den Werks-Alfa Romeos, Campari in einem weiteren Alfa Romeo und Mercedes-Pilot Carraciola. In der Hauptstadt der Emilia-Romagna führte Luigi Arcangeli im Maserati, der bei der Überquerung des Apennin einen Unfall nach einem Bremsdefekt hatte und die folgende Nacht mit leichten Verletzungen in einem örtlichen Krankenhaus verbringen musste. In Rom lagen die beiden Alfa Romeo von Nuvolari und Varzi zeitgleich in Führung. Dritte waren Angelo Bassi und Carlo Gazzabini im bestplatzierten OM vor Campari und Carraciola. Dieser hatte ohne jedwede Streckenkenntnis den schweren und unhandlichen Mercedes mit Bravour über die Apenninpässe gesteuert.
Da Nuvolari vor Varzi in Brescia gestartet war, ging Varzi nach dem Zwischenstopp in Rom als erster wieder auf die Strecke. Inzwischen war die Nacht hereingebrochen und es begann das große Duell zwischen den beiden Alfa-Romeo-Werkspiloten. In Ancona führte Nuvolari mit dem Vorsprung von einer Minute auf Varzi, der auf der Strecke vor ihm fuhr. Wie im Vorjahr entschieden äußere Einflüsse das Rennen zu Ungunsten von Varzi. Diesmal waren es zwei Reifenschäden, die ihm auf der Küstenstraße entlang der Adria sieben Minuten Zeitverlust einbrachten. Knapp nach Bologna kam es zum legendären und in vielen Publikationen beschrieben Überholmanöver zwischen Nuvolari und Varzi. Nuvolari hatte Varzi auf der Straße inzwischen eingeholt und sah ihn vor sich fahren, als er in der Morgendämmerung des Sonntags das Vorderlicht an seinem Alfa Romeo abdrehte und aus der Dunkelheit an Varzi vorbeifuhr, der den Rivalen nicht kommen sah. Wenig begeistert von dem Vorgang soll Alfa-Romeo-Teamleiter Vittorio Jano gewesen sein, der ob der ungestümen Fahrweise von Nuvolari eine Gegenaktion Varzis fürchtete und den Gesamtsieg der Werksmannschaft schwinden sah. Nuvolari überquerte die Ziellinie 52 Sekunden vor Varzi und gewann das Rennen mit einem Vorsprung von knapp 11 Minuten. Mit einer Fahrzeit von 16:18:59,400 Stunden war er fast zwei Stunden schneller als Giuseppe Campari im Vorjahr, der als dritter ins Ziel kam. Carraciola verlor mehr als eine Stunde auf den Sieger und erreichte den sechsten Endrang.
Wie nicht anders zu erwarten, kümmerten sich die Spitzenfahrer nicht um die Fahrerwechselvorgaben der Rennleitung, was ebenso wenig überraschend ohne Folgen blieb. Weder Nuvolari, nach Varzi, Campari oder Carraciola, ließen ihre im Cockpit anwesenden Rennfahrerkollegen auch nur einen Meter auf der Strecke fahren.
Nach dem tödlichen Unfall von Elindo Ugolini 1928, mussten 1930 zwei weitere Todesfälle betrauert werden. Enrico Benini, Abkömmling einer wohlhabenden Florentiner Familie, war Beifahrer von Count Giacomo Vinci. Sie fuhren einen Alfa Romeo 6C 1750 SS Spider Zagato, der auf der Ferlata-Brücke bei Buonconvento gegen das Brückengeländer prallte. Dabei wurde Benini aus dem Wagen vier Meter in eine Schlucht geschleudert. Er wurde mit schweren Verletzungen in ein örtliches Krankenhaus gebracht, wo er vier Stunden nach dem Unfall starb. Bei einem weiteren Unfall an derselben Stelle überfuhr der Parlamentsabgeordneter der Partito Nazionale Fascista,  Giuseppe Moretti in einem OM Tipo 665 SMM ein junges Mädchen, das noch an der Unfallstelle starb.

## Ergebnisse

### Schlussklassement
| 1               | S + 1.1 | 84  | SA Alfa Romeo         | Tazio Nuvolari Giovanni Battista Guidotti  | Alfa Romeo 6C 1750 GS Spider Zagato | 16:18:59,400 |
| 2               | S + 1.1 | 74  | SA Alfa Romeo         | Achille Varzi Carlo Canavesi               | Alfa Romeo 6C 1750 GS Spider Zagato | 16:29:51,000 |
| 3               | S + 1.1 | 69  | Giuseppe Campari      | Giuseppe Campari Attilio Marinoni          | Alfa Romeo 6C 1750 GS Spider Zagato | 16:59:53,600 |
| 4               | S + 1.1 | 126 | Franco Cortese        | Pietro Ghersi Franco Cortese               | Alfa Romeo 6C 1750 GS Spider Zagato | 17:16:31,000 |
| 5               | S + 1.1 | 118 |                       | Angelo Bassi Carlo Gazzabini               | OM Tipo 665 SSMM                    | 17:18:34,400 |
| 6               | S + 1.1 | 128 | Daimler-Benz AG       | Rudolf Caracciola Christian Werner         | Mercedes-Benz SSK                   | 17:20:17,400 |
| 7               | S + 1.1 | 80  |                       | Archimede Rosa Vincenzo Coffani            | OM Tipo 665 SSMM                    | 17:22:58,000 |
| 8               | S + 1.1 | 138 | SA Alfa Romeo         | Franco Mazzotti Aymo Maggi                 | Alfa Romeo 6C 1750 GS               | 17:46:45,400 |
| 9               | S + 1.1 | 149 |                       | Bartolo Ferrari Giulio Foresti             | Alfa Romeo 6C 1750 GS               | 17:55:16,400 |
| 10              | S + 1.1 | 143 |                       | Bruno Fontanini Giovanni Minozzi           | Alfa Romeo 6C 1750 GS               | 17:57:14,000 |
| 11              | S + 1.1 | 106 |                       | Aur. Gerardi A. Gerardi                    | Alfa Romeo 6C 1750 GS Spider Zagato | 18:20:57,200 |
| 12              | S + 1.1 | 66  | Renato Balestrero     | A. Bornigia Renato Balestrero              | OM Tipo 665 SSMM                    | 18:26:17,200 |
| 13              | S + 1.1 | 108 |                       | Francesco Pirola Angelo Guatta             | Alfa Romeo 6C 1500 SS               | 18:30:46,000 |
| 14              | S + 1.1 | 105 |                       | Gualtiero Natali G. Tabacchi               | Alfa Romeo 6C 1500 SStf Spider      | 18:47:03,000 |
| 15              | S + 1.1 | 79  |                       | L. Catalani A. Pollini                     | Alfa Romeo 6C 1500 GS               | 18:59:58,000 |
| 16              | S + 1.1 | 121 |                       | M. Dafarra Renato Balestrero               | Alfa Romeo 6C 1750 SS Spider        | 19:30:30,600 |
| 17              | S + 1.1 | 77  |                       | Arialdo Ruggeri A. Marchesini              | OM Tipo 665 SMM                     | 19:31:56,000 |
| 18              | S + 1.1 | 115 |                       | E. Ricchetti C. Poilucci                   | Bugatti T35B                        | 19:57:25,200 |
| 19              | S + 1.1 | 81  |                       | O. Peverelli C. Dell’Orto                  | Alfa Romeo 6C 1500 SS Spider Zagato | 20:06:10,000 |
| 20              | S + 1.1 | 146 |                       | Geremia Bellingeri Roberto Zangrandi       | Itala Tipo 65                       | 20:19:30,000 |
| 21              | S + 1.1 | 124 |                       | G. Corelli Leati                           | Alfa Romeo 6C 1500 SS Spider Zagato | 20:24:31,000 |
| 22              | S + 1.1 | 124 |                       | A. Lavelli L. Lotteri                      | OM Tipo 665 Sport                   | 20:28:03,200 |
| 23              | S + 1.1 | 123 | Tino Danieli          | Alberto Dosio Tino Danieli                 | OM Tipo 665 SMM                     | 20:41:35,200 |
| 24              | S + 1.1 | 78  |                       | Angelo Facchetti Z. Maffezzoni             | Itala Tipo 65 Spider                | 21:00:01,000 |
| 25              | S + 1.1 | 127 |                       | Piero Dusio Zamaglia                       | OM Tipo 665 SSMM                    | 21:10:26,400 |
| 26              | S + 1.1 | 64  |                       | G. Savi A. Muro                            | OM Tipo 665 SMM                     | 21:15:01,000 |
| 27              | S + 1.1 | 148 |                       | S. Consonno Romagnoni                      | Lancia Lambda Testa R.P.            | 21:16:30,400 |
| 28              | S + 1.1 | 75  |                       | Corinna Braccialini P. Braccialini         | Alfa Romeo 6C 1500 S                | 21:18:26,000 |
| 29              | S + 1.1 | 97  |                       | Gioacchino Leonardi Ezio Barbieri          | Chrysler                            | 21:24:43,000 |
| 30              | S + 1.1 | 99  |                       | L. Basso A. Ferrari                        | Alfa Romeo 6C 1750 S Torpedo        | 21:30:30,000 |
| 31              | S 1.1   | 18  |                       | Arcangelo Periccioli Luigi Apollonio       | Fiat 509S Bateau                    | 21:30:42,000 |
| 32              | S + 1.1 | 131 |                       | Cesiro Longoni Ugo Marangoni               | Jordan Blue Boy                     | 21:37:55,000 |
| 33              | S 1.1   | 39  |                       | S. Montanari A. Mondini                    | Fiat 509S Bateau                    | 21:38:32,200 |
| 34              | S + 1.1 | 122 |                       | S. Felicioni G. Pecoraro                   | OM Tipo 665 SMM                     | 21:47:30,200 |
| 35              | S 1.1   | 27  | Francesco Matrullo    | Francesco Matrullo L. Giannini             | Salmson 1100                        | 21:48:22,800 |
| 36              | S + 1.1 | 88  | Emilio Romano         | Emilio Romano E. Lucchetti                 | Bugatti T37                         | 22:05:28,000 |
| 37              | S + 1.1 | 65  | Giuseppe Tuffanelli   | Giuseppe Tuffanelli A. Mantovani           | Bugatti T37                         | 22:46:25,000 |
| 38              | S + 1.1 | 137 |                       | C. Guglielmini M. Cicognani                | OM Tipo 665 SMM                     | 22:52:16,000 |
| 39              | S 1.1   | 19  |                       | Fischer Cocchetto                          | Fiat 509S                           | 23:01:28,000 |
| 40              | S + 1.1 | 107 |                       | R. Masera Caraffi                          | Lancia Lambda                       | 23:04:36,000 |
| 41              | S + 1.1 | 68  | Artiro Mercanti       | Artiro Mercanti N. Franzoni                | Fiat 525S Berlina                   | 23:13:26,000 |
| 42              | VU      | 8   |                       | F. Mazza Pezzoni                           | Fiat 514 Spider                     | 23:14:31,000 |
| 43              | S + 1.1 | 73  |                       | M. Bruno Bellei                            | Lancia Lambda                       | 23:17:12,000 |
| 44              | VU      | 4   | Franco Spotorno       | Franco Spotorno B. Ghiringhelli            | Fiat 514S                           | 23:31:23,000 |
| 45              | S 1.1   | 61  | Luigi Ronchi          | Luigi Ronchi V. Monti                      | Fiat 509S Siluro                    | 23:45:30,000 |
| 46              | S 1.1   | 49  | Alfieri Maserati      | Ernesto Tamburi Guglielmo Sandri           | Maserati 26C                        | 23:46:38,000 |
| 47              | S 1.1   | 25  |                       | G. Biagioni G. Rognoni                     | Fiat 509S Bateau                    | 23:47:09,000 |
| 48              | S + 1.1 | 125 |                       | Filippo Tassara P. Brocchieri              | Alfa Romeo 6C 1500 SS Spider Zagato | 23:48:05,000 |
| 49              | S 1.1   | 48  | Antonio Zanelli       | Antonio Zanelli C. Ricceri                 | Fiat 509S                           | 23:56:19,000 |
| 50              | S 1.1   | 54  | Silvio Rondina        | Silvio Rondina U. Stefanelli               | Fiat 509S                           | 24:10:42,000 |
| 51              | VU      | 15  |                       | O. Frigo A. Bianchi                        | Bianchi Tipo S5                     | 24:28:01,000 |
| 52              | S + 1.1 | 111 |                       | Giuseppe Gilera Sebastiano Manzoni         | Fiat 525S                           | 24:30:25,000 |
| 53              | S 1.1   | 30  |                       | G. Martinelli A. Scalmana                  | Fiat 509S                           | 24:32:19,000 |
| 54              | S + 1.1 | 112 |                       | C. Carini B. Scesa                         | OM Tipo 665 SMM                     | 24:43:30,000 |
| 55              | S 1.1   | 24  |                       | Cadeo M. Pietra                            | Fiat 509S                           | 25:05:34,000 |
| 56              | S + 1.1 | 151 | Giovanni Restelli     | Giovanni Restelli Ferro                    | Alfa Romeo 6C 1500 SS               | 25:15:55,000 |
| 57              | S + 1.1 | 135 |                       | Bottarelli Tognu                           | Lancia Lambda                       | 25:26:09,000 |
| 58              | VU      | 13  |                       | Ferriani D. Sancricca                      | Citroën Type C4                     | 25:29:37,000 |
| 59              | S + 1.1 | 86  |                       | C. Brughera M. Cippelli                    | Itala Tipo 61                       | 25:31:51,000 |
| 60              | VU      | 9   |                       | G. Binda A. Belgir                         | Citroën Type C4 Spider              | 25:36:54,000 |
| 61              | VU      | 6   |                       | R. Ruvioli Emilio Bernardi                 | Citroën Type C4                     | 25:38:06,000 |
| 62              | VU      | 12  |                       | Pesenti M. Baccoli                         | Citroën Type C4 Spider              | 25:43:46,000 |
| 63              | S 1.1   | 50  |                       | E. Cioni Pelegatti                         | Fiat 509S                           | 25:45:05,000 |
| 64              | VU      | 5   |                       | Abele Clerici R. Tinarelli                 | Citroën Type C4 Spider              | 25:45:57,000 |
| 65              | S + 1.1 | 72  | Leopoldo Venturi      | Jole Venturi Leopoldo Venturi              | OM Tipo 665 SMM                     | 25:50:54,000 |
| 66              | VU      | 16  |                       | L. Lovisolo Guido Meregalli                | Fiat 514                            | 26:03:47,000 |
| 67              | S 1.1   | 35  |                       | S. Tibida U. Suvieri                       | Fiat 509S                           | 26:06:35,000 |
| 68              | S 1.1   | 53  | Enzo Crotti           | Enzo Crotti Ruosi                          | Fiat 509S Bateau                    | 26:23:12,000 |
| 69              | S + 1.1 | 91  |                       | E. Mosti Alb. Pellerano                    | Itala Tipo 61                       | 26:29:20,000 |
| 70              | S 1.1   | 57  |                       | C. Savelli P. A. Nardi                     | Fiat 509S                           | 27:02:51,000 |
| 71              | S 1.1   | 38  |                       | Conconi S. Carnevalli                      | Rally 1100                          | 27:13:00,000 |
| 72              | VU      | 14  |                       | G. Gambirasio Munari                       | Fiat 514                            | 27:40:17,000 |
| 73              | VU      | 7   |                       | Stanislao Terziani Femminini               | Citroën Type C4                     | 27:50:45,000 |
| Ausgefallen     |         |     |                       |                                            |                                     |              |
| 74              | VU      | 1   | Enrico Casularo       | Enrico Casularo Grasselli                  | Overland 3000                       |              |
| 75              | VU      | 2   |                       | R. Biagioni E. Biagioni                    | Fiat Siata 514S                     |              |
| 76              | VU      | 3   | Giorgio Ambrosini     | Giorgio Ambrosini D. Menchetti             | Fiat Siata 514S Spider              |              |
| 77              | VU      | 10  |                       | A. Pellini Romeo Guardiani                 | Bianchi Tipo S5 Spider              |              |
| 78              | VU      | 11  |                       | Munari Gnocchi                             | Fiat 514                            |              |
| 79              | S 1.1   | 20  |                       | A. Casali M. Lenzi                         | Fiat 509S                           |              |
| 80              | S 1.1   | 21  |                       | T. Nardinocchi E. Alessandrini             | Salmson 1100                        |              |
| 81              | S 1.1   | 22  |                       | Alfredo Ferrarin A. Lamperti               | Fiat 509S                           |              |
| 82              | S 1.1   | 26  |                       | G. Rivola Tacchini                         | Salmson 1100                        |              |
| 83              | S 1.1   | 28  |                       | G. Lettieri B. De Bernardinis              | Fiat 509SM                          |              |
| 84              | S 1.1   | 29  |                       | C. Cappelli Angelo Cantù                   | Fiat 509S                           |              |
| 85              | S 1.1   | 29  |                       | C. Cappelli Angelo Cantù                   | Fiat 509S                           |              |
| 86              | S 1.1   | 31  |                       | A. Attili Diotallevi                       | Amilcar 1100                        |              |
| 87              | S 1.1   | 32  |                       | Franzini Maccanzi                          | Fiat 509S                           |              |
| 88              | S 1.1   | 33  | Claudio Premoli       | Claudio Premoli Guido Premoli              | Salmson 1100                        |              |
| 89              | S 1.1   | 34  | Costanzo Arzilla      | Costanzo Arzilla S. Marini                 | Amilcar 1100                        |              |
| 90              | S 1.1   | 36  | Bruno Boccosi         | Bruno Boccosi L. Marchesini                | Fiat 509S                           |              |
| 91              | S 1.1   | 40  |                       | Toboldi Ravesio                            | Fiat 509S                           |              |
| 92              | S 1.1   | 41  |                       | L. Masari Grimaldi                         | Fiat 509S                           |              |
| 93              | S 1.1   | 42  |                       | Piero Bucci M. Cingolani                   | Fiat 509S Siluro                    |              |
| 94              | S 1.1   | 43  |                       | P. Lamperti Bartoli                        | Fiat 509S Spider                    |              |
| 95              | S 1.1   | 46  |                       | Vanari                                     | Fiat 509S                           |              |
| 96              | S 1.1   | 46  |                       | L. Cagna Umberto Capello                   | Fiat 509S                           |              |
| 97              | S 1.1   | 51  |                       | U. Palomba Zesi                            | Fiat 509S                           |              |
| 98              | S 1.1   | 52  |                       | R. Mariani Santambrogio                    | Fiat 509S                           |              |
| 99              | S 1.1   | 55  |                       | A. Manganelli Dionisi                      | Fiat 509S                           |              |
| 100             | S 1.1   | 56  | Renzo Cantoni         | C. Dugnani Renzo Cantoni                   | Fiat 509S                           |              |
| 101             | S 1.1   | 56  | Luigi Fagioli         | Luigi Fagioli G. Lauri                     | Salmson 1100                        |              |
| 102             | S 1.1   | 60  |                       | Dattrino Bocchi                            | Derby 1100                          |              |
| 103             | S + 1.1 | 62  | Scuderia Ferrari      | Mario Tadini Eugenio Siena                 | Alfa Romeo 6C 1750 GS Spider Zagato |              |
| 104             | S + 1.1 | 67  | Massimo Giorgini      | Massimo Giorgini Pasquale Croce            | OM Tipo 665 SMM                     |              |
| 105             | S + 1.1 | 71  | Ferdinando Minoia     | Ferdinando Minoia Giuseppe Morandi         | OM Tipo 665 SSMM                    |              |
| 106             | S + 1.1 | 76  |                       | E. Stucchi A. Stucchi                      | Alfa Romeo 6C 1750 SS Spider        |              |
| 107             | S + 1.1 | 82  |                       | L. Beretta E. Fumagalli                    | Alfa Romeo 6C 1500 S                |              |
| 108             | S + 1.1 | 85  | Scuderia Ferrari      | Luigi Scarfiotti Guglielmo Carraroli       | Alfa Romeo 6C 1750 GS Spider        |              |
| 109             | S + 1.1 | 90  | Scuderia Ferrari      | Alfredo Caniato Carlo Sozzi                | Alfa Romeo 6C 1750 GS Spider Zagato |              |
| 110             | S + 1.1 | 92  |                       | Curti Cerri                                | Alfa Romeo 6C 1750 GS Spider        |              |
| 111             | S + 1.1 | 93  | Secondo Corsi         | Secondo Corsi G. Barsotti                  | OM Tipo 665 SMM                     |              |
| 112             | S + 1.1 | 95  |                       | Cellini Lorenzoni                          | Alfa Romeo 6C 1500 S                |              |
| 113             | S + 1.1 | 100 |                       | Giovanni Battista Santinelli Umberto Berti | Alfa Romeo 6C 1750 GS               |              |
| 114             | S + 1.1 | 101 | Lancia                | Ermenegildo Strazza Luigi Gismondi         | Lancia Lambda Spider                |              |
| 115             | S + 1.1 | 102 | Roberto Foligno       | Roberto Foligno V. Trucco                  | OM Tipo 665 SSMM                    |              |
| 116             | S + 1.1 | 103 | Lelio Pellegrini      | Lelio Pellegrini Piero Taruffi             | Bugatti T43                         |              |
| 117             | S + 1.1 | 104 |                       | Montemartini Savenna                       | Alfa Romeo 6C 1750 GS               |              |
| 118             | S + 1.1 | 109 | Carlo Maria Pintacuda | Doso Carlo Maria Pintacuda                 | OM Tipo 665 SMM                     |              |
| 119             | S + 1.1 | 110 | Giuseppe Moretti      | Giuseppe Moretti L. Gosi                   | OM Tipo 665 SMM                     |              |
| 120             | S + 1.1 | 113 | Mario Mazzacurati     | Mario Mazzacurati Amedeo Bignami           | Bugatti T35                         |              |
| 121             | S + 1.1 | 114 | Guido Mancinelli      | Guido Mancinelli Santoro                   | Alfa Romeo 6C 1750 GS Spider        |              |
| 122             | S + 1.1 | 116 |                       | Bolchini Bonzi                             | Alfa Romeo 6C 1750 GS               |              |
| 123             | S + 1.1 | 119 |                       | Emilio Giacosa Antonio Lazzari             | Lancia Lambda                       |              |
| 124             | S + 1.1 | 120 |                       | M. Gerevini C. Biazzi Vergani              | OM Tipo 665 SMM                     |              |
| 125             | S + 1.1 | 129 |                       | F. Colonna R. Formenti                     | Alfa Romeo 6C 1750 SS Spider Zagato |              |
| 126             | S + 1.1 | 130 |                       | P. Di Cagno Roberto Serboli                | OM Tipo 665 SMM                     |              |
| 127             | S + 1.1 | 132 | Enrico Benini         | Giacomo Vinci Enrico Benini                | Alfa Romeo 6C 1750 SS Spider Zagato |              |
| 128             | S + 1.1 | 134 |                       | G. Cortese G. Napoli                       | OM Tipo 665 SMM                     |              |
| 129             | S + 1.1 | 136 |                       | Mario Coda G. Ramella                      | Lancia Lambda                       |              |
| 130             | S + 1.1 | 139 | Umberto Klinger       | Umberto Klinger E. Franchini               | Alfa Romeo 6C 1750 GS               |              |
| 131             | S + 1.1 | 140 |                       | Soldini G. Bergia                          | OM Tipo 665 SMM                     |              |
| 132             | S + 1.1 | 141 |                       | L. Galliera Antonio Fogolin                | OM Tipo 665 SMM                     |              |
| 133             | S + 1.1 | 142 |                       | G. Zaccarini Sani                          | OM Tipo 665 SMM                     |              |
| 134             | S + 1.1 | 144 |                       | G. Valdaneri G. Ameni                      | Ceirano S 1500 VVV                  |              |
| 135             | S + 1.1 | 147 |                       | Baccarani Giordani                         | OM Tipo 665 SMM                     |              |
| 136             | S + 1.1 | 150 | Alfieri Maserati      | Luigi Arcangeli Cesare Pastore             | Maserati 26M Sport                  |              |
| Nicht gestartet |         |     |                       |                                            |                                     |              |
| 137             | + 1.1   |     | Bradley               | Bradley                                    | Lancia Lambda                       | 1            |

1 zurückgezogen

### Nur in der Meldeliste
Hier finden sich Teams, Fahrer und Fahrzeuge, die ursprünglich für das Rennen gemeldet waren, aber aus den unterschiedlichsten Gründen daran nicht teilnahmen.
| Pos. | Klasse  | Nr. | Team         | Fahrer       | Chassis           |
| ---- | ------- | --- | ------------ | ------------ | ----------------- |
| 138  | S + 1.1 |     | Henry Birkin | Henry Birkin | Bentley 4 ½ Litre |

### Klassensieger
| Klasse  | Fahrer               | Fahrer                     | Fahrzeug                            | Platzierung im Gesamtklassement |
| ------- | -------------------- | -------------------------- | ----------------------------------- | ------------------------------- |
| S + 1.1 | Tazio Nuvolari       | Giovanni Battista Guidotti | Alfa Romeo 6C 1750 GS Spider Zagato | Gesamtsieg                      |
| 1.1     | Arcangelo Periccioli | Luigi Apollonio            | Fiat 509S Bateau                    | Rang 31                         |
| VU      | F. Mazza             | Pezzoni                    | Fiat 514 Spider                     | Rang 42                         |

### Renndaten
- Gemeldet: 138
- Gestartet: 136
- Gewertet: 74
- Rennklassen: 3
- Zuschauer: unbekannt
- Wetter am Renntag: trocken
- Streckenlänge: 1654,000 km
- Fahrzeit des Siegerteams: 16:18:59,400 Stunden
- Gesamtrunden des Siegerteams: 1
- Gesamtdistanz des Siegerteams: 1654,000 km
- Siegerschnitt: 100,430 km/h
- Pole Position: keine
- Schnellste Rennrunde: keine
- Rennserie: zählte zu keiner Rennserie